# Якимово (община Виниця)
Яки́мово (мак. Јакимово) — село у Північній Македонії, яке входить до общини Виниця, що в Східному регіоні країни.
Громада складається з — 1101 особа (перепис 2002) і всі македонці. Село розкинулося в низинній місцевості (середні висоти — 385 метрів), яку македонці називають Кочанська низовина.